# Josep Amiguet
Josep Amiguet (Terrassa, segle xviii) fou un mestre de capella i compositor català.

## Biografia
Després de la mort del mestre de capella Clement Barrachina a principis de l'any 1728, es van arribar a convocar diverses oposicions al magisteri de capella per la primera quinzena de maig del mateix any. Els examinadors, Agustí Mesa, organista de Albarrasí i Lluís Pastor, mestre de capella de Terol, van recomanar el nom de Josep Amiguet, un músic nascut a Terrassa, que ells mateixos consideraven la persona més hàbil i també idònia dels que havien conegut.
Amiguet va entrar a la catedral d'Albarrasí com a clergue de menors. Les activitats que duia a terme eren copiar els manuscrits musicals de l'església, tot i que també va escriure algunes obres policorals.
A finals de 1731, va realitzar les oposicions per ser mestre de capella de Tortosa, on va poder aconseguir aquella plaça aquell mateix any. A l'arxiu de la catedral d'Albarrasí es conserven tres salms seus.

## Obres conservades[1]
- Dixit Dominus per a 8 v i acompanyament, datat el 1728.
- Domine ad adjuvandum per a 7 v i acompanyament, datat el 1728.
- Beatus vir a 7 v, datat el 1729.